# Zenobiusz z Gizerty
Zenobiusz z Gizerty (IV/V wiek) – syryjski pisarz chrześcijański, uczeń Erfema Syryjczyka, diakon kościoła w Edessie, autor niezachowanego traktatu Przeciw Marcjonowi.